# Basztowy Przechód
Basztowy Przechód (ok. 2035 m) – przełączka na południowo-wschodnich stokach masywu Młynarza w słowackich Tatrach Wysokich. Znajduje się w południowo-wschodniej grzędzie Basztowego Zwornika. Grzęda ta oddziela Widłowy Żleb od Żlebu Ascety. Basztowy Przechód znajduje się około 100 m poniżej szczytu Basztowego Zwornika, bezpośrednio natomiast pod uskokiem wybitnej Młynarzowej Baszty (ok. 2040 m).
Basztowy Przechód to szerokie i trawiaste siodło będące częścią Młynarzowej Ławki. Autorem obydwu nazw jest Władysław Cywiński.